# Niewolnica miłości (film 1976)
Niewolnica miłości (ros. Раба любви) – radziecki melodramat filmowy z 1976 roku w reżyserii Nikity Michałkowa.

## Opis fabuły
Jesień 1918. Większość terenów Rosji zajęta jest przez bolszewików. Jednak nie południe kraju, gdzie wciąż rządzą "biali". Trwają tam zdjęcia do filmu pod tytułem "Niewolnica miłości" z udziałem gwiazdy Olgi Wozniesienskiej. Cała ekipa filmowa, łącznie z Olgą nie jest świadoma (lub nie chce być) sytuacji, jaka panuje w kraju i zajęta jest wyłącznie zdjęciami do filmu. Wyjątkiem jest operator Potocki – rewolucjonista i działacz lokalnego podziemia, który z ukrycia filmuje przestępstwa szefa lokalnej komórki kontrwywiadu – Fiedotowa. W rezultacie działań tych dwóch ludzi Wozniesienska staje się mimowolną ofiarą ich walki. Przyjmuje od Potockiego filmy z nagranymi zbrodniami Fiedotowa oraz uczestniczy w zamachu na niego dokonanym przez członków lokalnej komórki rewolucyjnej. W finałowej scenie ucieczki przed ścigającymi ją żandarmami zostaje wsadzona do tramwaju, który ma jej zapewnić bezpieczny azyl. Jednak jego motorniczy przy pierwszej okazji opuszcza pojazd i informuje napotkanych kozaków o rewolucjonistce w jego pojeździe. Wozniesenska jedzie sama w opuszczonym wagonie, ścigana przez konnych kozaków, przez cały czas nie rozumiejąc swojej sytuacji. Szybko zmniejszający się dystans pomiędzy wagonem a jeźdźcami wskazuje, że los aktorki jest przesądzony.

## Obsada aktorska
- Jelena Sołowiej – Olga Wozniesienska
- Rodion Nachapietow – operator Potocki
- Oleg Basiłaszwili – producent Jużakow
- Aleksandr Kalagin – reżyser Kolagin
- Konstantin Grigoriew – kapitan Fiedotow
- Jewgienij Stiebłow – aktor Kanin
- Wiera Kuzniecowa – matka Olgi
- Nikita Michałkow – rewolucjonista Iwan
- Nikołaj Pastuchow – scenarzysta Wieniamin Konstantynowicz
- Gotlib Roninson – księgowy Figiel
- Michaił Czigariow – Walin
- Aleksandr Jakowlew – przywódca rewolucjonistów Sasza
- Wadim Wilski – asystent reżysera
- Witalij Komissarow – asystent operatora
- Inna Ulianowa – aktorka z bukietem
- Aleksandr Adabaszian – reżyser filmu niemego
- Jurij Bohatyrow – aktor Maksakow

i inni.

## O filmie
Niewolnica miłości był drugim po Sam wśród obcych, obcy wśród swoich głośnym filmem Michałkowa, poświęconym wojnie domowej w Rosji. Film spodobał się krytykom, chwalono reżyserię i aktorstwo. Cieszył się dużą popularnością (w ZSRR obejrzało go ponad 11 mln widzów), m.in. dzięki wykonawczyni głównej roli żeńskiej (Sołowiej), dla której film stał się przyczynkiem do udanej kariery aktorskiej zarówno w kraju, jak i za granicą.
Film był kręcony w oryginalnych plenerach Odessy, a także Moskwy. Zdjęcia trwały zaledwie kilka miesięcy.
W Polsce film miał swoją premierę jesienią 1976 roku w ramach przeglądu "Dni Filmu Radzieckiego". Zyskał pochlebne recenzje krytyków. Chwalono zwłaszcza kreację Jeleny Sołowiej.